# Ost (Darmstadt)
Ost, Darmstadt-Ost — dzielnica miasta Darmstadt w Niemczech, w kraju związkowym Hesja.